# Фраат IV (цар Парфії)
Фраат IV (парф. Frahāt, 38 до н. е. — 2 до н. е.) — цар царів Парфії з династії Аршакідів. Син Орода II, призначений наступником після загибелі у війні з Римом наслідного принца Пакора. Зразу ж після проголошення Фраат вбив свого батька, а згодом і усіх своїх братів. Після вбивства можливих претендентів на владу Фраат почав репресії проти парфянської шляхти. Деякі представники шляхетних парфянських родів шукали притулку навіть у Римі.
Фраат прийшов до влади в саме той час, коли громадянські війни у Республіці перейшли у холодний період, і тріумвіри змогли приділити достатньо уваги вирішенню як зовнішніх, так і внутрішніх проблем, які було накопичено за попередні роки. У східній частині республіки головною зовнішньою проблемою була Парфія. Антоній, якому відійшли власне східні провінції, почав готувати велику кампанію проти Парфянського царства.

### Кампанія Антонія
Римська навала на Парфію (власне на васальне царство Атропатену) почалася весною 36 р. до н. е. Армія Риму та їхніх союзників налічувала близько 100 тисяч вояків, кістяком цієї армії були 16 легіонів (близько 60 тисяч) та допоміжна кіннота, рекрутована у Галії та Іберії у кількості 10 тисяч вершників. Військо парфян налічувало близько 40 тисяч вояків, кістяком цього війська була кіннота, як важкі катафрактарії, так й легкоозброєні вершники.
З самого початку й до самого кінця вся кампанія проходила під повним стратегічним контролем парфян. Марк Антоній провів військо Вірменським царством та ввійшов до Атропатени, розділивши військо на дві частини — більша частина стрімким маршем вийшла до добре укріпленого міста Фратаспи, обоз під захистом двох легіонів, рухався значно повільніше. Парфяни миттєво скористалися такою можливістю й захопили обоз, знищивши два легіони оборони та, головне, усі без винятку пристрої та техніку, які були конче важливі для облоги та штурму фортець. Подальшу долю всієї кампанії було вирішено.
Остаточно погіршило стан римської армії дезертирство Артавазда, який увів від Фрааспи близько 16 тисяч вояків. В подальшому Антоній звинувачував Артавазда у зраді, і, в решті решт, стратив його. Й, судячи з поінформованості парфян щодо планів та дій римлян, ці звинувачення були небезпідставні.
Залишившись без засобів для штурму, без провіанту та фуражу для військ, знаходячись весь час між захисниками Фратаспи та мобільними загонами парфян, Антоній був вимушений залишити облогу та відступати назад. До речі, відсутність Артавазда у таборі Антонія дала можливість останньому зберегти більшу частину війська та два дні відносно спокійного маршу. Але далі парфяни весь час переслідували римлян. Витримавши близько 18 битв, римське військо, в решті решт, дісталося Вірменії, втративши близько 35 000 війська. Фраат відсвяткував цю перемогу перебивши монети Антонія та Клеопатри.
У 33 р. до н. е. Фраат зробив спробу захопити Вірменію, яка на той час контролювалася Римом, для вірменського царевича Арташеса, сина Артавазда. Після декількох поразок Арташес таки посів трон Вірменії, а Фраат захопив Мідію, яка тривалий час залишалася незалежною.

### Династичні війни
Близько 29 р. до н. е. проти Фрагата виступив Тірідат, якого підтримала частина парфянської шляхти. Наразі невідомо, ким був цей претендент на владу. На підставі аналізу вельми пошкоджених епіграфічних пам'яток висловлено думку, що Тірідат був головнокомандувачем парфянських військ у війні з Антонієм 33 р. до н. е.
Як би не було, але починаючи з січня 28 р. до н. е. й до весни 26 р. до н. е. Тірідат бив власну монету у Селевкії з легендою грец. ΒΑΣΙΛΕΩΣ ΒΑΣΙΛΕΩΝ ΑΡΣΑΚΟΥ ΕΥΕΡΓΕΤΟΥ ΔΙΚΑΙΟΥ ΕΠΙΦΑΝΟΥΣ ΦΙΛΕΛΛΗΝΟΣ. З античних джерел відомо, що одного разу Тірідат блискавичним маршем ледь не захопив гарем Фрагата, який, за наказом останнього, було вирізано. В решті решт, Фрагат, як і його попередники, повернув собі царство за допомоги Сурена.
Серед монет Фрагата відомі монети з зображенням Ніки біля власного бюсту на аверсі (за Селлвудом — тип 6), які датовано 25 р. до н. е. та пов'язують з його остаточною перемогою.
Між 12 та 9 рр. до н. е. в Парфії з'явився ще один претендент на владу на ім'я Міхрдат. Але будь-які подробиці щодо його походження, претензій на владу та власне перебіг подій цього повстання залишаються невідомими.

### Фрагат та Октавіан Август
Перші спроби заручитися підтримкою Октавіана Августа відносяться до часів перебування останнього у Іспанії. Саме під час династичної війни проти Тірідата Фрагат, до речі, як і його супротивник, робили спроби знайти підтримку у Августа, але безрезультатно.
У 23 р. до н. е. Октавіан віддав Фрагату сина, якого свого часу захопив заколотник Тірідат, під зобов'язання повернути Риму штандарти-орли, захоплені парфянами у кампаніях Красса та Антонія. Разом з сином Фрагату було надіслано подарунки, серед яких була й рабиня на ім'я Муза. Музу було відправлено до царського гарему.
12.05.20 р. до н. е. Тиберію під час зустрічі на Єфраті посли Фрагата передали захоплені військові штандарти. Ця подія справила на тогочасний античний світ неабияке враження і сприймалася в імперії як визначна перемога Августа. Цю подію було відсвятковано в Римі зведенням Тріумфальної Арки, карбуванням тематичних монет по усій імперії, а самі штандарти, в решті решт, було передано до храму Марса Ультора.
У 10 р. до н. е., близько до часу нового династичного заколоту, Фрагат, добре пам'ятаючи, як приходили до влади його батько та він сам, відправив чотирьох своїх синів — Вонона, Фрагата, Сераспадіна та Родаспа (перших двох з дружинами та дітьми) до Риму.

### Політика на східних кордонах
Близько середини I ст. до н. е. на східних кордонах Парфії відбулися наступні зміни — об'єднання, відоме у китайських джерелах як Велике Юєчжі, а у вавилонському астрономічному календарі згадане як «країна Гутіїв» за невизначених причин розпалося не декілька дрібних утворень, які очолювалися правителями в ранзі ябгу/сіхоу (приблизно «князь»).
З 20-тих років до н. е. на території одного з цих утворень в обіг входять монети Фрагата з місцевим докарбуванням [Архівовано 25 березня 2016 у Wayback Machine.], яке робилося так, аби не пошкодити зображення парфянського царя, а згодом б'ються наслідування драхм цього правителя, й надалі імітуючи докарбування. Ці імітації були вже значно гіршої якості, ніж оригінальні драхми Фрагата. Саме обережне докарбування голови правителя невеликого розміру на аверсі парфянських драхм, яке жодного разу не шкодило обличчя парфянського царя, свідчить про певну залежність (рівень не визначено) династів цього найзахіднішого тохарського утворення від Парфії.

### Останні роки правління
В останні роки правління Фрагата все більшого впливу набирала Муза, яка спочатку була рабинею, а згодом, з народженням сина Фраатака, стала офіційно його дружиною. Це могло відбутися близько/до 17 р. до н. е.
У 2 р. до н. е., за сталою традицією цієї гілки Аршакідів, Фрагата було вбито (отруєно) дружиною Музою та їхнім спільним сином Фраатаком, який по смерті батька посів трон.